# Сопотски манастир „Въведение Богородично“
Сопотският манастир „Въведение Богородично“ е български православен девически манастир в Пловдивската епархия на Българската православна църква.

## Местоположение
Манастирът се намира на територията на град Сопот.

## История
Основан е през 1665 г. от схимонахиня Сусана (според други податки – в 1404 г., но няма сигурни данни).
Застроен в близост до Хилендарския метох, който бил изгорен от кърджалиите през 1794 г., но оставил названието „метох“, пренесло се върху Девическия манастир (без да е метох на който и да било манастир). В този хилендарски метох е идвал отец Паисий и донесъл своята „История славеноболгарская“, която била многократно преписвана и е имало запазени два преписа-преправки от 1828 и 1845 година, които изгарят при опожаряването на Сопот от турците в 1877 г.
Запазена е от третата четвърт на XVII век църквата на манастира „Въведение Богородично“, която е интересна с архитектурната си планировка – няма изразена апсида от източната страна и е полуподземна (вкопана наполовина в земята). Само още една подобна църква е известна в пределите на България – тази в село Добърско (Разложко). Интересни са запазените в нея стенописи от XVII век – т.нар. „светии без глави“, и живописта на „царския ред“ на иконостаса.
Също така интересна е запазената жилищна сграда с чардаците от XVIII век, която по чудо заедно с църквата оцелява при опожаряването на Сопот от турците през 1877 г. и в която е запазена килията на девическото килийно училище (действало до 1850 г.), скривалището под килията на игуменката Христина (в което се е укривал Васил Левски).
В манастира е съществувал скрипторий за преписване на църковна книжнина, а също и иконописна школа за монахини, действала до 1930-те години.
Днес манастирът е действуващ и е под ведомството на Пловдивската митрополия.

## Любопитно
- Манастирът е описан от Иван Вазов в почти всички негови по-големи и известни произведения: „Под игото“; „Нова земя“; „Чичовци“; „Хаджи Ахил“ и др.
- Тук също е запазена и най-старата лоза в цяла Югоизточна Европа (а може би и в цяла Европа), която е на 350 години и продължава да ражда.